# 172-es busz (Budapest, 1984–1992)
A budapesti 172-es jelzésű autóbusz a Kosztolányi Dezső tér és a Budafok, Vincellér út között közlekedett. A vonalat a Budapesti Közlekedési Vállalat üzemeltette.

## Története
A 172-es busz 1984. szeptember 1-jén indult a Kosztolányi Dezső tér és a budafoki Vincellér út között. 1992. december 1-jétől – Kelenvölgy érintésével – a 41-es busz közlekedett helyette.
2001. május 2-án 172-es jelzéssel új járat indult Törökbálintra, de az a vonal csak a Kosztolányi Dezső tér és Sasadi út közötti szakaszon egyezett meg ezzel a vonallal.

## Útvonala
| Budafok, Vincellér út felé | Kosztolányi Dezső tér felé |
| --- | --- |
| Kosztolányi Dezső tér vá. – Bocskai út – Karolina út – Hamzsabégi út – Ajnácskő utca – Budaörsi út – aluljáró – Neszmélyi út – Péterhegyi út – Horogszegi határsor – Tordai út – Tegzes utca – Hittérítő út – Budafok, Vincellér út vá. | Budafok, Vincellér út vá. – Hittérítő út – Tegzes utca – Tordai út – Horogszegi határsor – Péterhegyi út – Neszmélyi út – Balatoni út – Budaörsi út – Ajnácskő utca – Hamzsabégi út – Bartók Béla út – Ulászló utca – Kosztolányi Dezső tér vá. |

## Megállóhelyei
| 0  | Kosztolányi Dezső tér végállomás | 20 | 1, 7, 7A, 7, 12, 14, 40, 40, 41, 41, 53, 72, 86, 86, 87, 87A, 87B, 114, 153, R 19, 49 |
| 1  | Vincellér utca                   | ∫  | 12, 41, 87, 87A, 87B                                                                  |
| 4  | Fürst autóbusz üzemegység        | 16 | 41                                                                                    |
| 5  | Hungária Biztosító               | 15 | 41                                                                                    |
| 7  | Dayka Gábor utca                 | 13 | 40, 41, 53, 72, 87, 87A, 87B, 139                                                     |
| 8  | Sasadi út                        | 12 | 40, 40, 41, 41, 53, 72, 87, 87A, 87B, 139, 139, 153                                   |
| 10 | Neszmélyi út                     | 10 | 41, 41                                                                                |
| 11 | Menyecske utca                   | 9  | 41, 41                                                                                |
| 12 | Péterhegyi út                    | 8  | 41                                                                                    |
| 13 | Őrmezei utca                     | 7  | 41                                                                                    |
| 14 | Péterhegyi köz                   | 6  |                                                                                       |
| 15 | Kápolna út                       | 5  |                                                                                       |
| 16 | Ady Endre út                     | 4  | 41                                                                                    |
| 18 | Tordai út                        | 2  |                                                                                       |
| 19 | Hittérítő út                     | 1  |                                                                                       |
| 20 | Budafok, Vincellér út végállomás | 0  |                                                                                       |